# Eupeodes vandergooti
Eupeodes vandergooti är en tvåvingeart som först beskrevs av Dusek och Laska 1973.  Eupeodes vandergooti ingår i släktet fältblomflugor, och familjen blomflugor.
Artens utbredningsområde är Frankrike. Inga underarter finns listade i Catalogue of Life.